# Dagfinn Henrik Olsen
Dagfinn Henrik Olsen (* 29. Juni 1966) ist ein norwegischer Politiker der rechten Fremskrittspartiet (FrP). Er war von 2018 bis 2019 Abgeordneter im Storting und ist es erneut seit 2021.

## Leben
Olsen stammt aus Lødingen. Er ist ausgebildeter Kapitän und er arbeitete als Lotse für die Küstenbehörde Kystverket. Bei den Fylkestingswahlen 2007 wurde er in das Fylkesting von Nordland gewählt, ab 2013 übernahm er dort die Position des Fraktionsvorsitzenden der Fremskrittspartiet-Gruppierung.
Olsen gelang es wie bereits bei vorherigen Wahlen bei der Parlamentswahl 2017 nicht, direkt in das norwegische Nationalparlament Storting einzuziehen. Stattdessen wurde er sogenannter Vararepresentant, also Ersatzabgeordneter, im Wahlkreis Nordland. Als solcher kam er ab Ende August 2018 zum Einsatz. Olsen vertrat dort seinen Parteikollegen Kjell-Børge Freiberg, der als Mitglied der Regierung sein Mandat ruhen lassen musste. Bis zum 18. Dezember 2019 gehörte Olsen dem Transport- und Kommunikationsausschuss an, als Freibergs Amtszeit endete und er wieder sein Mandat selbst übernahm. Bei der Wahl 2021 zog Olsen schließlich erstmals direkt in das Storting ein. Er war zur Wahl als Spitzenkandidat der Fremskrittspartiet in Nordland angetreten, nachdem er in einer Kampfabstimmung gegen Freiberg gewann. Olsen wurde Mitglied im Arbeits- und Sozialausschuss.